# The Barbara Stanwyck Show
The Barbara Stanwyck Show è una serie televisiva antologica drammatica statunitense andata in onda sulla rete televisiva NBC dal settembre del 1960 al luglio del 1961.

## Produzione
Barbara Stanwyck impersonava una hostess e ha recitato in tutti gli episodi (che avevano una durata di mezz'ora), tranne quattro. Quelli in cui non recitava erano in realtà episodi pilota di potenziali serie che non si sono mai realizzate. Tra questi, tre rappresentavano un tentativo di realizzare una serie drammatica completamente sua, dove appariva nei panni di Josephine Little, una donna statunitense che gestisce un negozio di import-export a Hong Kong. La Stanwyck vinse l'Emmy Award nel 1961 come miglior attrice protagonista in una serie televisiva.
La serie, prodotta presso i Desilu Studios, è stata diretta da nove registi: Lewis Allen, Robert Florey, Arthur Hiller, Don Medford, David Lowell Rich, Stuart Rosenberg, Don Taylor, Jacques Tourneur (che diresse 11 episodi della serie), e Richard Whorf. Andò in onda per una stagione composta di 36 episodi, più uno pilota, alle ore 22:00 del lunedì opposto alla sitcom militare Hennesey della CBS e alla seconda parte della serie Avventure in paradiso sulla ABC.
Lo sponsor della trasmissione, a settimane alterne, fu l'American Gas Association.

## Home Video
La serie è stata pubblicata in DVD per il mercato statunitense dalla E1 Entertainment (in precedenza denominata Koch Vision), in collaborazione con il The Archive of American Television, in due cofanetti composti da due dischi ciascuno il 13 ottobre 2009 e il 18 maggio 2010.

## Guest stars
- Leon Ames
- Dana Andrews
- Michael Ansara
- Lew Ayres
- Ralph Bellamy
- Milton Berle
- James Best
- Charles Bickford
- Joan Blondell
- Edgar Buchanan
- Joseph Cotten
- Walter Coy
- Yvonne Craig
- Hume Cronyn
- Robert Culp
- Andy Devine
- Dan Duryea
- Richard Eastham
- Buddy Ebsen
- Elana Eden
- Ross Elliott
- Peter Falk
- William Fawcett
- Eduard Franz

- Bruce Gordon
- Virginia Gregg
- Dennis Hopper
- Robert Horton
- John Kellogg
- Julie London
- John McGiver
- Stephen McNally
- Lee Marvin
- Gerald Mohr
- Vic Morrow
- Jack Mullaney
- Jack Nicholson
- Lloyd Nolan
- Susan Oliver
- Doris Packer
- James Philbrook
- Amanda Randolph
- Michael Rennie
- Marion Ross
- Harold J. Stone
- Gerald Oliver Smith
- Stephen Talbot
- Anna May Wong

## Episodi
| Stagione       | Episodi | Prima TV originale |
| -------------- | ------- | ------------------ |
| Prima stagione | 36      | 1960-1961          |